# 劇場版 超・仮面ライダー電王&ディケイド NEOジェネレーションズ 鬼ヶ島の戦艦
- 仮面ライダーシリーズ
  - 仮面ライダー電王 > 劇場版 超・仮面ライダー電王&ディケイド NEOジェネレーションズ 鬼ヶ島の戦艦
  - 仮面ライダーディケイド > 劇場版 超・仮面ライダー電王&ディケイド NEOジェネレーションズ 鬼ヶ島の戦艦

『劇場版 超・仮面ライダー電王&ディケイド NEOジェネレーションズ 鬼ヶ島の戦艦』（げきじょうばん ちょう かめんライダーでんおうアンドディケイド ネオジェネレーションズ おにがしまのせんかん）は、2009年5月1日より東映系で公開された、特撮テレビドラマシリーズ「平成仮面ライダーシリーズ」の『仮面ライダー電王』の劇場版作品。
キャッチコピーは「行くぜ、鬼退治!! 超・電王シリーズ新発進! 約束への旅立ち。」。

## 概要
2007年にテレビシリーズが放送され、以降も様々なメディアミックスを繰り広げた『仮面ライダー電王』は、2008年10月に公開された『劇場版 さらば仮面ライダー電王 ファイナル・カウントダウン』で一端の終結を迎えたが、「超・電王シリーズ」として新たな展開が始まり、本作品はその第1弾に当たる。東映の公称においては「仮面ライダー作品である『仮面ライダー電王』を元にした、さらなる新シリーズ作品」というくくりである。加えて本作品は「平成仮面ライダー10th 春の陣」という位置づけでもある。
本作品は同時期に放送された『仮面ライダーディケイド』の主要人物も登場。光写真館の面々が「電王の世界」を訪れるテレビシリーズの第14・15話は、本作品の前日譚となっており、以下の出来事がリンクしている。
- 第14話と第15話に本作品オリジナルの敵のシルバラと、配下のゲルニュートたちが登場しており、映画のキーアイテムである鬼の切り札を探す描写があり、「電王の世界」を暗躍するアリゲーターイマジンが率いるイマジン軍団と対立関係を持っていた。[独自研究?]
- 第15話の時点で良太郎は時間の歪みによって少年の姿になっている。[独自研究?]
- 第15話の最後に起こった時間の歪みで、モモタロスが室町時代、ウラタロス、キンタロス、リュウタロスの3人が昭和10年の町に跳ばされたことが本作品で明らかになった。[独自研究?]
- 第15話の最後でジークがデンライナーと間違ってカブトの世界に向かった光写真館に現れ、写真館もウラタロスたちと同じ昭和10年の町に跳ばされる。[独自研究?]

『電王』の登場人物は『ディケイド』の各並行世界とは違い、テレビシリーズと同じキャラクターが登場する。設定および役者の都合上、良太郎は佐藤健ではないが、代わりに『劇場版 仮面ライダー電王 俺、誕生!』で幼少期を演じた溝口琢矢がキャスティングされているため、従来のシリーズ作品としての主要キャストの変更はない。
『ディケイド』のクロスオーバー要素も兼ねて、一部作品の仮面ライダーや怪人、その他の登場人物たちも登場。
従来の劇場版と同様に、劇場版限定ライダーや初登場のフォーム、本作品で初となる放送終了後の作品における主役ライダーの最強フォームの強化形態が登場する。

## あらすじ
昔、日本のある島に鬼の兄弟がいて、人々に襲い掛かった。人間たちは立ち向かったが、負けてばかりだった。鬼たちには、「オニの切り札」と呼ばれる不思議な石があったからだった。あるところ、村の娘が「オニの切り札」を二つに分けて、鬼たちを見事に退治したのだった。
そして月日が流れ、1980年代のとある時代の田舎にユウという東京から来た少年がいた。母を失って東京から田舎に住む祖母の元へ来たが、田舎の暮らしに馴染めず、同世代のクライメイトに馬鹿にされていじめを受けていた。
いつか東京に帰りたいと願っていた彼は不気味な連中に襲われていたところを、イマジンのデネブと「時の列車」デンライナーに乗る野上良太郎とその仲間たちに助けてもらう。彼らの話によれば、自分を襲った連中は、大昔に退治されるはずのオニの一族で、大地震の影響で、過去と未来が繋がり、鬼たちはそれを利用して、「自分たちが退治されない歴史」と変えようとしていた。その影響でデネブの契約者である桜井侑斗は消滅し、良太郎と契約しているイマジンたちもはぐれてしまったという。さらに母から貰ったお守りが鬼たちが探す「オニの切り札」の片方をだとわかったユウは、自分も鬼退治に行くと言って、デンライナーに乗る。

## 主な登場人物
本作品は『電王』、『キバ』、『ディケイド』の三作品のキャラクターたちが登場しているが、あくまで『電王』が主役で、『キバ』と『ディケイド』のキャラクターの出番は少ない。
ユウ
1980年代の田舎に住んでいた少年で、本作品の主人公。11歳。彼とオニ一族との遭遇、そして良太郎との出会いが物語の始まりである。
父は仕事の都合で海外に出張中のため、母と二人で東京に住んでいたが、その母が亡くなり、祖母に引き取られ田舎に引っ越してきた。東京暮らしに未練があり、田舎暮らしに馴染めない。臆病な部分があり、大きな水たまりの上を飛び越せなかったり、動物・特に虫や爬虫類が苦手で触ることもできないため、同世代のクラスメイトから馬鹿にされいじめられている。
ある日、森の中でオニ一族が活動している現場に遭遇し襲撃を受けるが、そこをNEW電王とデネブに助けられた。さらにオニ一族が探す切り札の石を亡くなった母から渡された伝承者であったため、以降良太郎から渡されたチケットでデンライナーに乗り込み、デンライナーの一行と行動を共にしてオニ一族に立ち向かいさらにデネブを実体化させるために「デネブの契約者を見つけるため、一緒にオニ一族を倒す」という契約を結ぶ。旅を経て成長し、苦手だった爬虫類を追い払う勇気を身につけ、また最後にオーナーから協力してくれたお礼として、彼の行きたい時間に寄り道することを提案されるが、今を生きる決意でこれを拒否した。そして、デネブとまた会ったら必ず助けに来るという約束をした。
祖母に「ユウちゃん」と呼ばれていたことから、全員「ユウ」と呼んでおり、騒動の最中は誰もそれを気にかけなかった。ただし騒動終結後にオーナーのみ、誰も彼の本名を知らないことに気付く。
その本名は桜井 侑斗（）で、つまりユウ自身が侑斗の少年時代であった。時間の歪みが修復し、復活した2009年現在の侑斗は、デネブと交わした約束を今も覚えており、デネブもこの時にユウが侑斗であることに気付いた。
Dユウ
デネブが憑依した姿。室町時代の戦いでは、K良太郎と共に強力な腕力でゲルニュートを投げ飛ばした。

トキ
ユウの住む村の室町時代の村に住む女性の武士で、本作品のヒロイン。18歳。ユウの祖先。弓の名手であり、村人を率いてオニ一族と戦う。強敵にも立ち向かっていく勇猛さと、弱者を労わる優しさを併せ持ち、ユウは彼女の笑顔に母の面影を重ねる。
オニ一族の鬼の切り札の石を射抜いて2つに両断し、その一方を彼らから奪いお守り代わりに身につけ、その石をオニ一族に対する手段として代々に渡り受け継がせようと考えている。

清水 千代子（）
ユウを預かり育てている母方の祖母。しかし孫が田舎暮らしに馴染めずにいることを鑑みて、外国にいる父親にユウを引き渡そうとする。父親の元に行くこと、田舎の暮らし、その両方を拒否するユウと現実との間で板挟みになっている。

ヤスシ、アキラ、ケンジ
ユウのクラスメイト。3人のリーダー格と思われる少年と、太っちょの少年、メガネをかけた少年の3人組。
田舎の生活に馴染めずにいるユウを「東京坊主」と馬鹿にして、泥沼を渡れない彼を、わざと突き飛ばすなどいじめを行う。だが、終盤にて時間の旅を終えて、苦手な物を克服したユウが、自ら飛び越えたことで撥ねた泥を浴びる羽目になった。

### オニ一族
本来の歴史では室町時代に退治されたはずの鬼の一味で、本作品における敵組織。
大地震で過去と現在が一時的に時間の穴によって繋がったことを利用し、「自分たちが退治されていない歴史」に改変しようと企む。デネブによると、変身能力も時間の歪みの影響らしい。
クチヒコ / ゴルドラ
オニ一族の長でミミヒコの兄。室町時代（1502年5月13日）から未来にいるミミヒコに指示を出し、鬼退治の伝説を書き換えようと企む。冷酷極まりない性格だが兄弟愛は深い。人間態では炸裂する飛苦無を武器にしている。
冷静沈着かつ、知略に長けているが、モモタロスたちの作戦に全然気付かずに簡単に騙されたりと、どこか間の抜けた部分もある。最終決戦では鬼の戦艦に乗り込んだが、デンライナーの特攻で戦艦を破壊されてしまう。最期は電王 ソードフォームのデンライダーキック（俺の超必殺技）を受けて変身解除された後、戦艦の操縦席を巻き込み爆死した。

ミミヒコ / シルバラ
クチヒコの弟。大地震によってできた時間の歪みを利用して1980年代の世界へとやってきた。兄とは対照的に乱暴者。ゲルニュートが二人がかりでも持てないほど重たい純銀の金棒を軽々と振り回して武器に使う怪力の持ち主で、相手を潰した時の音を聞くことを好む。ただし弱者とみなした相手には興味を示さない。兄同様冷酷極まりない性格だが、頭脳派である兄を「兄ちゃん」と呼び、尊敬している。
最終決戦時にてNEW電王 ベガフォームのブランディッシュダイブと電王 超クライマックスフォームの超ボイスターズキックの連続攻撃に敗れ、ゴルドラの腕の中で消滅した。
- 最後に言い放った台詞「あばよ」は、演じる柳沢の決め台詞からきており、シルバラのスーツアクターを務めた伊藤がアドリブで付けた動きに、柳沢がアフレコしたものである。

ゲルニュート
元々は鏡の世界であるミラーワールドに生息していたイモリ型ミラーモンスターだったが、クチヒコたちに囚われてオニ一族の手下になった。刀が武器で、原典と異なり、現実世界で長時間活動したり人語を話すことができる。
『ディケイド』のテレビシリーズ第14話では、金品を警護していた警官たちを襲い掛かり、シルバラと共に金品を強奪していた。
- 原典の『仮面ライダー龍騎』では1体しか登場しなかったが、海外版のリメイク作品『KAMEN RIDER DRAGON KNIGHT』において戦闘員的役割を果たしているため、そちらでスーツが複数生産された。
- 本作品では『龍騎』や『DRAGON KNIGHT』で使用した十字手裏剣は使わず、日本刀を武器にしている。

## 本作品オリジナルの仮面ライダー
敵側サイドのゴルドラとシルバラは、時間の歪みの影響で変身能力を手に入れたオニ一族が変身する仮面ライダーだが、媒体によって仮面ライダーとして扱っているものとそうでないものがある。
- デザインは「室町時代の仮面ライダー」をイメージしており、ゴルドラは仮面ライダー1号と仮面ライダー2号への[9]、シルバラは仮面ライダーV3へのオマージュ。

### 仮面ライダー電王 超クライマックスフォーム
本作品に初登場する電王の最強形態。モモタロスたちにジークを加えた5体のイマジンのオーラを一挙にフリーエネルギーに変換して変身するクライマックスフォームの強化形態。ウイングフォームからクライマックスフォームに変身する際、ジークが憑依を解除しなかったことで誕生した。
クライマックスフォームの背部にウイングフォームの電仮面のように羽根を拡げた白鳥をイメージした翼が、両目の間のOシグナルにウイングフォームを表す白いWのアイコンがそれぞれ追加されている。ジークの意識が表面化する際には電仮面のある背中を向けて話し出す。
クライマックスフォームにウイングフォームの機動力が追加され、背面の電仮面から巨大なフリーエネルギーの翼を出現させることで飛行能力を新たに獲得した。これにより、全フォームで唯一空中戦が可能。なお、ただでさえ窮屈なクライマックスフォームであるにもかかわらず、5体ものイマジンが憑依しているためクライマックスフォーム以上の窮屈さとなってしまい、ウラタロスはキンタロスに対して「押さないで」と騒いでおり、モモタロスもジークの「苦しゅうない」の言葉に「苦しいんだよ!」とキレている。
劇中では武器を使用せず、モモタロスが主導権の影響か、チンピラのようなパンチとキックで戦っていたが、ゲームや一部の作品では、デンガッシャー ソードモードで使用している。
- デザインスケッチ画はなく、バランス重視のために直接スーツの写真に翼を描き足している[10]。当初から「ジークが背中に張り付く」「前から見た時に羽根が申し訳程度に見える」というオーダーがあったという[10]。ただし、専用武装やパンチ・キックモード、カードなどのデザインは描かれていない[10]。このほかにもウイングフォームの顔がそのまま張り付いたものやもっとさりげなく小さいものが描かれていた[10]。
- スーツはクライマックスフォームの色替え・改造で、穴を背中に開けて、そこにベルクロのテープを通してウイングフォームの羽根を固定させている[11]。

必殺技
超ボイスターズキック
デンオウベルトにライダーパスをセタッチすることで、「Full Charge」の電子音声と共に発動。
フリーエネルギーによって背面のウイングフォームの電仮面が展開した羽根で空中高く飛行して、上空から右脚の飛び蹴りを放つ。破壊力は50トン。
通常のクライマックフォームのように電仮面を右足に集中させたキックモードに変化していない。

その他の登場作品
『仮面ライダー×仮面ライダー W&ディケイド MOVIE大戦2010』
『仮面ライダーディケイド 完結編』におけるスーパーショッカーとの決戦に駆け付けた電王が、ドラスとの戦いにおいて、仮面ライダーディケイドの新形態、最強コンプリートフォームによる能力解放を通じて、ケータロスなしでソードフォームから直接変身。
通常のコンプリートフォームに登録されているライナーフォームに代わって、電王の新たな最強フォームとして登場した。ディケイドのケータッチによる音声は「Super Climax（スーパークライマックス）」と呼称されている。
この時の電王はモモタロスが単体で変身したと思われており、ディケイドによって姿と能力を再現されただけで、良太郎や他のイマジンの人格は有していない可能性がある。
デンガッシャー ソードモードを装備して、他のライダーとの同時攻撃において、オーラソードを虹色の光を纏わせた必殺技を使用し、仮面ライダーキバーラとの連携攻撃を見せた。
『小説 仮面ライダー電王 東京ワールドタワーの魔犬』
テレビシリーズとは異なる世界観を描く小説作品で、良太郎の台詞のみ登場。通常のクライマックフォームが「てんこ盛り」と呼ばれているのと同様、「超てんこ盛り」と呼称されている。

### 仮面ライダーNEW電王 ベガフォーム
デネブのオーラをフリーエネルギーに変換して変身するNEW電王の特殊形態。電仮面はゼロノス ベガフォーム同様ドリルから星型状に変形するが、展開後の形状はゼロノスとは異なり、ゴーグル状の目の奥にゼロノス ベガフォームと同様の複眼、スタースキャンアイがうっすらと見える。
モモタロスたちがディケイドや、ディエンドが召喚した仮面ライダーたちに憑依した光景を見て、我慢できなくなったデネブが強引に憑依することでオーラアーマーが発生し、両肩にはゼロノスと同じ金色のレール、背中にカラス天狗のようなパール地のマント、両腕にはデネブの特徴が現れ、胸部にゼロノス ベガフォームと同様の顔（飾り）が装着され変身が完了する。
スペックはゼロノス ベガフォームと同様だが、戦闘スタイルはゼロノスのときとは異なり、デンガッシャー ナギナタモードによる槍術を用いる。また、ストライクフォームとは異なり、幸太郎よりもデネブの意志が強く発揮される。
- ゼロノスベガフォームのパーツを流用するものや、新規造形分が多くなったものが描かれたが、デネブが戦っている方がいいということから、デネブ度を上げたものが採用された[15]。当初は黒味が少し強かったことから山伏のようにするためにシルバーを入れている[15]。
- スーツはパーツも含めてアップ・アクション兼用が1体、新規造形されている[16]。本作品では伊藤慎がスーツアクターを務めるため、ブーツのみ新造されている[16]。

ツール
NEWデンオウベルト
NEW電王が使用するものとは変わらないが、デネブが強引に憑依したためか、中央のターミナルバックルが緑色に光っている。
- ベルトは新規造形ではなく、グリーンのフィルターをバックルに貼って表現している。

デンガッシャー ナギナタモード
ストライクフォームが使用していたソードモードからこの形態に変身する際に自動的に組み替えられた。
ロッドフォームと同じ組み合わせで、同様に全体が伸長しているが、一番：ソードパーツの剣先に緑色のオーラソードが出現する。

必殺技
ブランディッシュダイブ
フルチャージによって強化されたデンガッシャー ナギナタモードを振るい、すれ違いざまで敵を切り裂く。

### ゴルドラ
クチヒコが黄金の錫杖を掲げることで変身した姿。全身の色は金色で、複眼は黒。高度な戦闘能力を誇り、電王たちを圧倒する。
黄金の錫杖から放つ金色のエネルギー波や、錫杖を地面に打ち付けて放つ鉄のツブテ、連続回し蹴りで標的を攻撃する。また、自らとシルバラ、鬼の戦艦のエネルギーを合わせて巨大なエネルギー光球を放つことも可能。
錫杖は伸縮自在で、劇中ではこれを活かして鬼の戦艦に乗り込んだ。
- 前述のように1号と2号がモチーフだが、スカイライダーのようなモールドが胸にある[9]。室町時代の鬼であることから、木彫りのような眼になっているなど、テクノロジーを感じさせるものは避けられている[9]。
- マスクはアップ・アクション兼用の1種類が制作されている[9]。

武器
黄金の錫杖
変身前のクチヒコも使用する錫杖。

### シルバラ
ミミヒコが純銀の金棒を掲げることで変身した姿。全身の色は銀色で、複眼は緑。
NEW電王をも凌ぐパワーを誇り、純銀の金棒を振り回し標的を粉砕する戦法を得意とする。地面に金棒を叩きつけることでエネルギー光球やエネルギー波を放つことも可能。
- 眼は木目のゴルドラに対して、瑪瑙や勾玉のようなイメージを持たせている[17]。『仮面ライダー』の意匠が背中にある[17]。前述のようにV3がモチーフのため、ベルトはダブルタイフーンのようになっており、V3ホッパーもマウントされている[18]。

武器
純銀の金棒
変身前のミミヒコも使用する巨大な金棒。

その他の出演作品
『仮面ライダーディケイド』
電王の世界の2009年現在において、仮面ライダーディケイドと光夏海にイマジンたちが憑依して変身した電王との戦いの中で、鬼の切り札を探し兼ねてか、美術品を強奪していた。

## 登場アイテム・マシン
鬼の切り札
オニ一族が所持していた不思議な石。碧玉に埋もれたような石の形をしており、本来の歴史なら、トキの弓矢によって2つに分けられて、勾玉の方はユウが所持していた。

入場チケット
良太郎からユウに渡されたライダーチケット。本来は単なる入場券だが、ユウが鬼の切り札の欠片を持っていたため、オーナーの特例で時を越えることで許された。

鬼の戦艦
失われた鬼の切り札が揃うことにより出現した、伝説の時を走る船。デンライナーを遥かに凌駕する超巨大戦艦。台座に鬼の切り札を嵌め込むことで起動し、デンライナー同様時間を行き来することが可能で、空中で波飛沫を上げながら航行する。
高威力の巨砲を何門も搭載している他、巨大な銛や魚雷をも発射することが可能。甲板を攻撃から守るためのバリアも搭載されている。

## キャスト
- 野上幸太郎 - 桜田通
- 門矢士 - 井上正大
- 海東大樹 - 戸谷公人
- トキ - 南明奈
- ユウ - 沢木ルカ
- ナオミ - 秋山莉奈
- 光夏海 - 森カンナ
- 野上良太郎 - 溝口琢矢
- コハナ - 松元環季
- 次狼 - 松田賢二
- 力 - 滝川英治
- ラモン - 小越勇輝
- 清水千代子 - 石井トミコ
- 釣り人[注釈 13] - 駿河太郎、大和田悠太、笠兼三
- ヤスシ[注釈 13] - 矢代奨馬
- アキラ[注釈 13] - 山田清貴
- ケンジ[注釈 13] - 藤本旺輝
- 前沢保美
- 川口凛
- 須田麻友美
- 武士[注釈 13] - 富永研司、岡元次郎
- 村人[注釈 13] - 永瀬尚希、金田進一、おぐらとしひろ
- 桜井侑斗 - 中村優一（特別出演）
- ミミヒコ - 柳沢慎吾
- クチヒコ - 篠井英介
- オーナー / 駅長（2役） - 石丸謙二郎
- 光栄次郎 - 石橋蓮司

### 声の出演
- モモタロス - 関俊彦
- ウラタロス - 遊佐浩二
- キンタロス - てらそままさき
- リュウタロス - 鈴村健一
- デネブ - 大塚芳忠
- ジーク - 三木眞一郎
- テディ - 小野大輔
- ゲルニュート - 鳥海浩輔、檜山修之
- ディケイドライバー - マーク・大喜多
- 仮面ライダーG3[19]、ゲルニュート[19] - 丹野宜政[注釈 1]

### スーツアクター
- モモタロス[出典 1] / 電王[出典 2] / 仮面ライダーディケイド（モモタロス憑依時）[7][20] - 高岩成二
- NEW電王[7][2] / デネブ（一部）[7] - 伊藤慎
- ウラタロス[7][22] / ディエンド[7][22]、仮面ライダーG3[22] - 永徳
- キンタロス[出典 3]、ゴルドラ[出典 4]、仮面ライダーコーカサス[23] - 岡元次郎
- リュウタロス[7][25]、仮面ライダー王蛇[23] - おぐらとしひろ
- デネブ[7][26] - 押川善文
- ジーク[7][27] - 永瀬尚希
- テディ[7] - 金田進一
- シルバラ[出典 5]、ゲルニュート[28][29] - 伊藤教人
- 仮面ライダーディケイド（代役）[21] - 渡辺淳
- 佐藤太輔
- 清家利一
- 福沢博文
- 高田将司
- 横田遼
- 村岡弘之
- 澤江晃史
- 藤井祐伍
- 浅井宏輔
- 渡邉昌宏
- 森村修一
- 中野高志
- 神尾直子
- 石井靖見
- 小山由美
- 藤田慧
- 大岩主弥
- 竹中寛幸
- 向田翼
- 橋本恵子
- 橋口未和
- 小野友紀
- 五味涼子
- 蔦宗正人
- 内川仁朗
- 白井康貴
- 細川晃弘
- 福島悠介
- 福住咲希
- 福井理沙
- 中村博亮
- 金子起也
- 関谷健利
- 岡部暁

## スタッフ
- 原作 - 石ノ森章太郎（石森章太郎プロ）
- 脚本 - 小林靖子
- 音楽 - 佐橋俊彦
- 製作 - 鈴木武幸（東映）、亀山慶二（テレビ朝日）、石井徹（東映ビデオ）、篠田芳彦（アサツー ディ・ケイ）、木下直哉（木下工務店）
- 企画 - 中曽根千治（東映）、梅澤道彦（テレビ朝日）、日達長夫（東映ビデオ）、松下洋子（アサツー ディ・ケイ）、小柳直人（木下工務店）
- エグゼクティブプロデューサー - 杉山登（テレビ朝日）、山崎立士（アサツー ディ・ケイ）、武藏原一人（木下工務店）
- 撮影 - いのくままさお
- 照明 - 斗沢秀
- 美術 - 大嶋修一
- 録音 - 杉浦康夫
- 編集 - 佐藤連
- 整音 - 曽我薫
- 助監督 - 伊藤良一、大峯靖弘
- スクリプター - たかいわれいこ
- 進行主任 - 本間隆廣
- ラインプロデューサー - 富田幸弘
- 助監督 - 荒川史絵、越知靖、清洲省吾
- プロデュース補 - 郷田龍一
- キャラクターデザイン - 早瀬マサト（石森プロ）、菊地和浩・阿部統（PLEX）、韮沢靖
- 絵コンテ - なかの★陽
- 特撮監督 - 佛田洋（特撮研究所）
- アクション監督 - 宮崎剛（ジャパンアクションエンタープライズ）
- スーパーバイザー - 小野寺章（石森プロ）
- プロデュース - 白倉伸一郎、武部直美、和佐野健一、梶淳（テレビ朝日）、加藤和夫（東映ビデオ）
- 制作プロダクション - 東映東京撮影所、東映テレビ・プロダクション
- 製作 - 東映、テレビ朝日、東映ビデオ、アサツー ディ・ケイ、木下工務店
- 監督 - 田﨑竜太
- 配給 - 東映[注釈 1]

## 主題歌
「超 Climax Jump」
作詞 - 藤林聖子 / 作曲・編曲 - 鳴瀬シュウヘイ / 歌 - 電王オールスターズ

## 他媒体展開

### テレビ番組
2009年4月14日にNHK教育で、シルバラ役のスーツアクターである伊藤教人に焦点を当てたドキュメンタリ番組『あしたをつかめ 平成若者仕事図鑑「身体（からだ）で勝負だ!〜アクション俳優〜』が放映され、当映画撮影風景も放映された。

### 漫画
藤沢真行作画によりテレまんがヒーローズ 2009年春号に掲載、スーパーヒーローズ3巻に収録。

## ネット配信
2019年8月3日から同年9月2日まで東映特撮YouTube Officialにて、夏休み特別企画として1か月限定で無料公開された。

## 映像ソフト化
平成仮面ライダーシリーズの春公開の劇場版のディレクターズカット版の発売は本作品のみである。
- 劇場版 超・仮面ライダー電王&ディケイド NEOジェネレーションズ 鬼ヶ島の戦艦（1枚組、2009年10月21日発売、Blu-rayとDVDでリリース）
  - 本編：劇場公開版本編を収録
  - 映像特典
    - 特報・劇場予告
- 劇場版 超・仮面ライダー電王&ディケイド NEOジェネレーションズ 鬼ヶ島の戦艦 コレクターズパック（2枚組、2009年10月21日発売、Blu-rayとDVDでリリース）
  - ディスク1：本編ディスク（通常版と共通）
  - ディスク2：特典DVD
    - メイキング
    - 超・仮面ライダー電王 スペシャルステージ
    - 4/23 完成披露試写会 舞台挨拶
    - 5/1 公開初日 舞台挨拶
    - 5/2 公開2日目 舞台挨拶
    - TV SPOT
    - DATA FILE
    - POSTER GALLERY

  - 初回限定特典
    - ライダーチケット型ライナーカード（4枚）
- 劇場版 超・仮面ライダー電王&ディケイド NEOジェネレーションズ 鬼ヶ島の戦艦 ディレクターズカット版（DVD1枚組、2010年2月21日発売）
  - 本編：約10分の未公開エピソードを追加し、エンドロールだったシーンを本編に復活させた他、エンドロール部分にメイキング映像を収録し、再編集した本編を収録。
  - 映像特典
    - POSTER GALLERY

  - 音声特典
    - オーディオコメンタリー（監督：田﨑竜太）

  - 初回限定特典
    - オリジナル“テディ”キーヘッドカバー
- 仮面ライダー電王 THE MOVIE ディレクターズカット Blu-ray BOX（4枚組、2017年12月6日発売）
  - ディスク1：『劇場版 仮面ライダー電王 俺、誕生!』ファイナルカット版Blu-ray
    - 音声特典
      - オーディオ・コメンタリー（監督：長石多可男 / DVD版と共通）

  - ディスク2：『劇場版 さらば仮面ライダー電王 ファイナル・カウントダウン』ディレクターズカット版Blu-ray
    - 音声特典
      - オーディオ・コメンタリー（監督：金田治 / DVD版と共通）

  - ディスク3：『劇場版 超・仮面ライダー電王&ディケイド NEOジェネレーションズ 鬼ヶ島の戦艦』ディレクターズカット版Blu-ray
    - 音声特典
      - オーディオ・コメンタリー（監督：田﨑竜太 / DVD版と共通）

  - ディスク4：特典Blu-ray
    - 「Blu-ray発売記念 上映会」トークショー
    - デンライナーの車窓から 劇場版 仮面ライダー電王 俺、誕生! メイキング

  - 封入特典
    - ブックレット（12P）